# Королева (мінісеріал, 1993)
«Королева» (англ. Queen або англ. Alex Haley's Queen, «Королева Алекса Гейлі») — американський мінісеріал 1993 року, три частини якого вийшли 14, 16 та 18 лютого на каналі CBS. Екранізація роману Алекса Гейлі та Девіда Стівенса «Королева: історія американської сім'ї» (1993 рік).
Режисером «Королеви» став Джон Ерман, титульну роль виконала Геллі Беррі. Телефільм розповідає про молоду жінку, яка стикається з проблемами дітей міжрасових шлюбів та колишніх рабів у XIX—XX столітті. Протягом усього свого життя головна героїня намагається вписатися у дві культури своєї спадщини, але жодна стороне до кінця не приймає її.
В основі роману і телефільму лежить історія бабусі письменника — Квін Джексон Гейлі («квін» англійською королева). Після смерті Алекса Гейлі (англ. Alex Haley) в 1992 році завершив роман та написав сценарій мінісеріалу письменник Девід Стівенс (англ. David Stevens).

## Домашні медіа
Серіал був випущений на VHS у серпні 1993 року, а пізніше, у 2008 році, — на DVD.

## Нагороди

### Перемога
Нагорода «Еммі»:
- Видатні індивідуальні досягнення у створенні зачісок для мінісеріалу або спеціального серіалу — Лінда Де Андреа

Нагороди Image Awards
- Видатний телевізійний фільм або мінісеріал
- Видатний актор головної ролі в телевізійному фільмі або мінісеріалі — Денні Ґловер
- Видатна жіноча роль у телевізійному фільмі або мінісеріалі — Геллі Беррі

### Номінації
«Золотий глобус»
- Найкраща жіноча роль другого плану в серіалі, мінісеріалі або фільмі для телебачення — Енн-Маргрет

Нагороди «Еммі»:
- Видатний мінісеріал
- Видатна актриса другого плану в мінісеріалі або спеціальному фільмі — Енн-Маргрет
- Видатні індивідуальні досягнення в дизайні костюмів для мінісеріалу або спеціального серіалу
- Видатні індивідуальні досягнення в макіяжі для мінісеріалу чи спеціального серіалу
- Видатні індивідуальні досягнення у звуковому монтажі для мінісеріалу або спеціального фільму
- Видатні індивідуальні досягнення у зведенні звуку для мінісеріалу або спеціального фільму
- Видатні індивідуальні досягнення в монтажі мінісеріалу або спеціального серіалу — Single Camera Production